# Peeping Tom – en smygtittare
Peeping Tom – en smygtittare (engelska: Peeping Tom) är en brittisk psykologisk skräckfilm från 1960 i regi av Michael Powell. I huvudrollerna ses Karlheinz Böhm, Anna Massey och Moira Shearer. Titeln kommer från slanguttrycket "Peeping Tom", vilket beskriver en voyeur.

## Handling
Filmen handlar om seriemördaren Mark Lewis som med en filmkamera spelar in sina offers rädsla och panik i dödsögonblicket.

## Rollista i urval
- Karlheinz "Carl" Boehm – Mark Lewis
- Anna Massey – Helen Stephens
- Moira Shearer – Vivian
- Maxine Audley – Mrs. Stephens
- Brenda Bruce – Dora
- Miles Malleson – äldre herre
- Esmond Knight – Arthur Baden
- Martin Miller – doktor Rosan
- Michael Goodliffe – Don Jarvis
- Jack Watson – kriminalkommissarie Gregg
- Nigel Davenport – kommissarie Miller
- Shirley Anne Field – Diane Ashley
- Pamela Green – Milly, modell
- Michael Powell – A.N. Lewis